# 매들린 스튜어트
매들린 스튜어트(Madeline Stuart, 1996년 11월 13일 ~ )는 오스트레일리아의 모델이다. 세계 최초로 다운 증후군을 가진 모델이다.